# Scopula andresi
Scopula andresi là một loài bướm đêm trong họ Geometridae.